# 東新町 (生駒市)
東新町（ひがししんまち）は、奈良県生駒市の町名。住居表示実施済み。郵便番号630-0258。

## 地理
生駒市中部に位置し、東から北にかけ谷田町、西に元町、本町、南に東旭ケ丘、山崎町と接している。

### 河川
- 竜田川

## 歴史
大正3年（1914年）に大軌電車が開通すると、生駒駅周辺は駅前集落として都市化していく。その中で東新町の地域は、町役場や小学校のあった山崎中筋に通じる新道に沿って発達していった。
昭和56年（1981年）、生駒市役所が本町から東新町に移転した。

### 沿革
- 1969年（昭和44年） - 生駒町谷田から分離し、生駒町東新町が成立[8]。
- 1971年（昭和46年） - 生駒市東新町となる[8]。

## 世帯数と人口
2020年（令和2年）10月1日現在の世帯数と人口は以下の通りである。
| 町丁   | 世帯数  | 人口  |
| ------ | ------- | ----- |
| 東新町 | 299世帯 | 518人 |

### 人口の変遷
国勢調査による人口の推移。
| 1995年（平成7年）  | 466人 | [ 9 ]  |  |
| 2000年（平成12年） | 630人 | [ 10 ] |  |
| 2005年（平成17年） | 583人 | [ 11 ] |  |
| 2010年（平成22年） | 556人 | [ 12 ] |  |
| 2015年（平成27年） | 541人 | [ 13 ] |  |

### 世帯数の変遷
国勢調査による世帯数の推移。
| 1995年（平成7年）  | 241世帯 | [ 9 ]  |  |
| 2000年（平成12年） | 331世帯 | [ 10 ] |  |
| 2005年（平成17年） | 309世帯 | [ 11 ] |  |
| 2010年（平成22年） | 297世帯 | [ 12 ] |  |
| 2015年（平成27年） | 309世帯 | [ 13 ] |  |

## 事業所
2016年（平成28年）現在の経済センサス調査による事業所数と従業員数は以下の通りである。
| 町丁   | 事業所数 | 従業員数 |
| ------ | -------- | -------- |
| 東新町 | 34事業所 | 313人    |

## 交通

### 道路
- 奈良県道142号生駒停車場宛木線
- 奈良県道104号谷田奈良線

## 施設
- 生駒市役所